# Халасьёган (приток Малой Оби)
Халасьёган (устар. Халась-Юган) — река в Шурышкарском районе Ямало-Ненецкого АО. Устье реки находится в 33 км по левому берегу протоки Пословская Малой Оби. Длина реки — 23 км, крупный приток — Сухотъёган — впадает справа, в 3 км от устья.

## Данные водного реестра
По данным государственного водного реестра России относится к Нижнеобскому бассейновому округу, водохозяйственный участок реки — Обь от впадения реки Северная Сосьва до города Салехард, речной подбассейн реки — бассейны притоков Оби ниже впадения Северной Сосьвы. Речной бассейн реки — (Нижняя) Обь от впадения Иртыша.